# Atomic Cyborg
Pour plus de détails, voir Fiche technique et Distribution.
Atomic Cyborg (titre original : Vendetta dal futuro) est un film italien réalisé en 1985 par Sergio Martino sous le pseudonyme de Martin Dolman et sorti en salles en 1986.

## Synopsis
En 1997 au Nouveau-Mexique. Le professeur Mosley, l'un des plus importants dénonciateurs de la pollution atmosphérique, se bat pour empêcher la construction de nouvelles structures dans des quartiers surpeuplés. Turner, riche industriel, fait appel à des hommes de la pègre pour se débarrasser de lui. Mosley est placé sous la protection de la police, mais Paco Queruak, un cyborg dont les organes humains ont été remplacés à 70 % par de l'électronique après un accident, parvient à le blesser. Turner, furieux qu'il ait raté sa cible, ordonne d'éliminer Paco. Traqué, celui-ci retourne vers son pays natal, l'Arizona, et s'installe dans le motel de Linda…

## Fiche technique
- Titre original : Vendetta dal futuro
- Titre québécois : L'Enfonceur
- Titre français : Atomic Cyborg ou Le Cyborg aux mains de pierre[1]
- Réalisation : Sergio Martino
- Scénario : Elisa Briganti, Lewis E. Ciannelli, John Crowther, Ernesto Gastaldi, Sergio Martino, Dardano Sacchetti et Saul Sasha
- Dialogues : Lewis E. Ciannelli
- Montage : Eugenio Alabiso
- Photographie : Giancarlo Ferrando
- Musique : Claudio Simonetti
- Costume : Valentina Di Palma
- Producteur : Luciano Martino
- Direction artistique : Massimo Antonello Geleng
- Distribution : Medusa Distribuzione
- Pays :  Italie
- Langue : italien
- Format : Couleur par Eastmancolor - 1,85:1 - 35 mm
- Durée : 94 minutes
- Genre : Film de science-fiction
- Date de sortie : 
  - France : 26 mars 1986
  - Italie : 25 juillet 1986

## Distribution
- Daniel Greene : Paco Queruak
- Janet Ågren : Linda
- Claudio Cassinelli : Peter Howell
- George Eastman : Raul Morales
- Roberto Bisacco : Cooper (comme Robert Ben)
- Andrea Coppola : Eddie (comme Andrew Louis Coppola)
- Donald O'Brien : Professor Olster
- Pat Monti :
- John Saxon : Turner

## Autour du film
Claudio Cassinelli est décédé au cours du tournage du film alors que celui-ci était achevé aux trois-quarts. L'acteur s'est tué en hélicoptère en passant en dessous du Navajo Bridge, dans l'Arizona. Sergio Martino a dû modifier le scénario en urgence puisque Cassinelli devait figurer dans l'affrontement final contre Paco. 
La majeure partie du film a été tournée en huit semaines dans les environs de Page en Arizona et a mobilisé une équipe locale et une équipe italienne. 

Lieux de tournage
La raffinerie Bayway (New Jersey) apparaît dans la séquence d'ouverture.
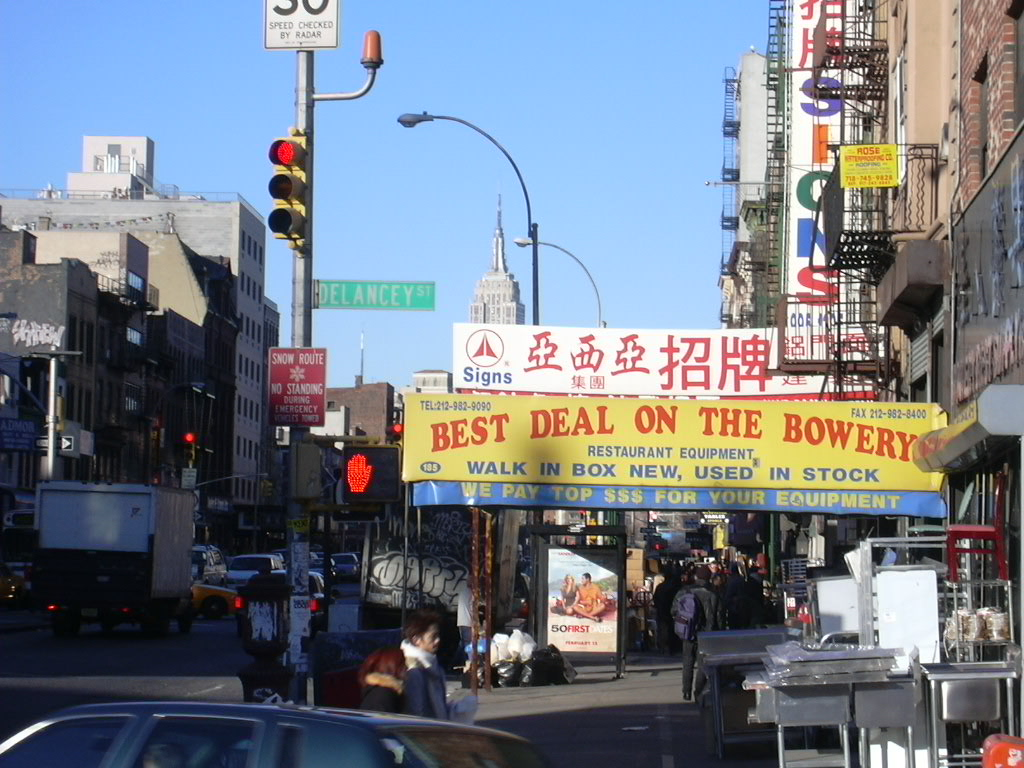
La séquence d'ouverture contient également des prises de vue de Lexington Avenue et de Bowery, à Manhattan, New York.
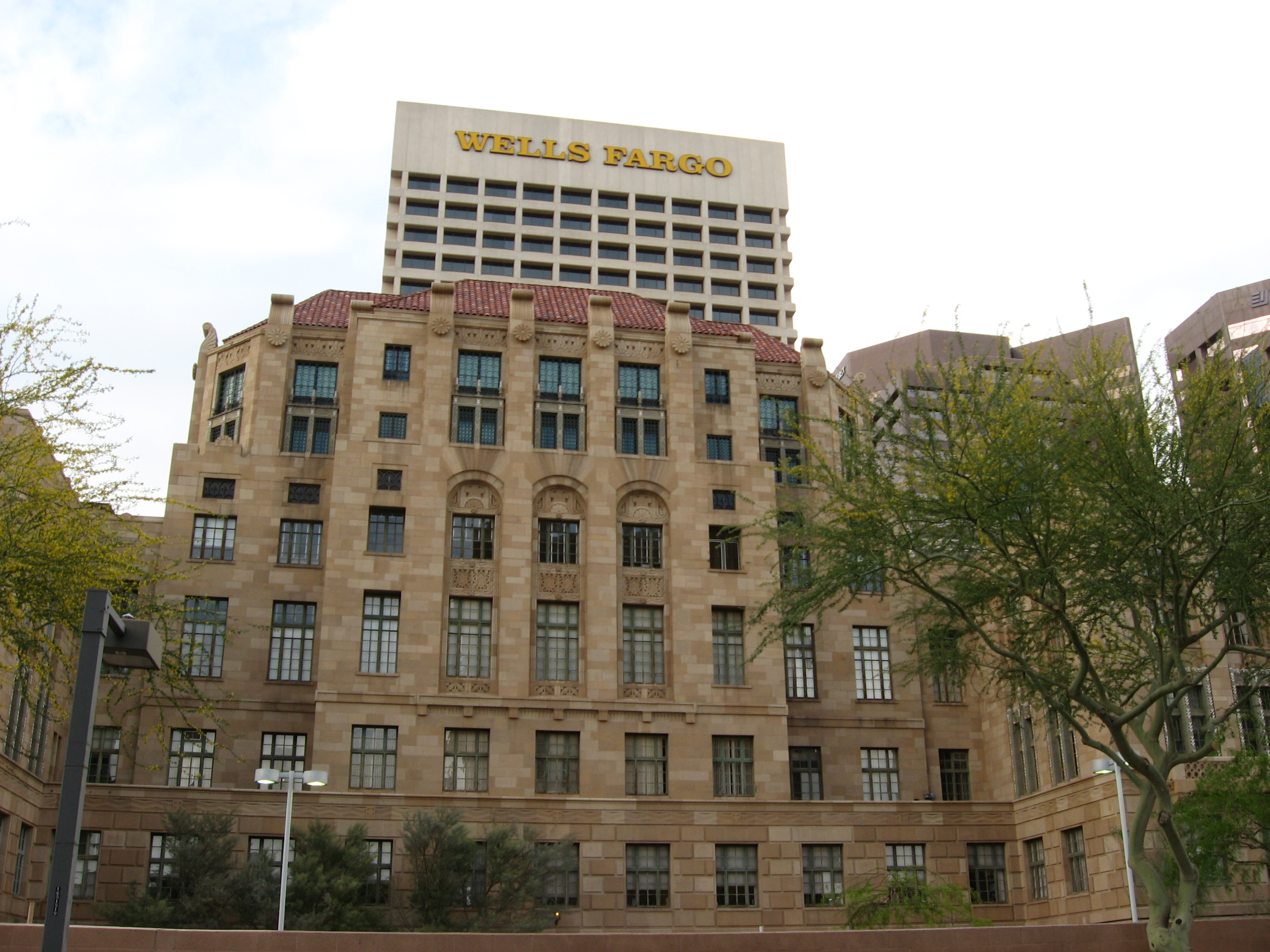
La scène de l’arrivée de Paco au motel de Mosley a été tournée près de la Maricopa County Superior Court à Phoenix, Arizona.
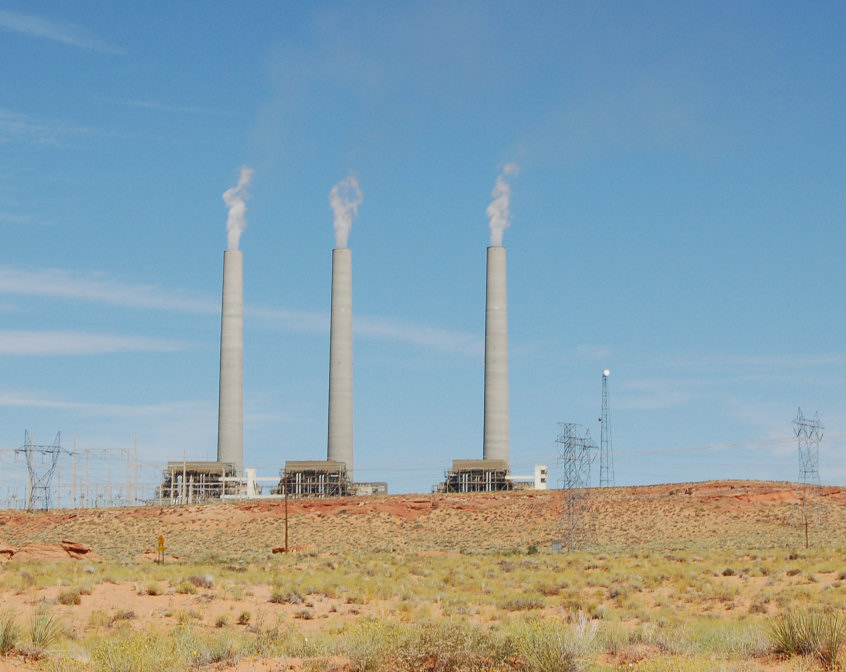
La centrale thermique de Navajo, visible en arrière-plan lorsque Paco abandonne son véhicule.
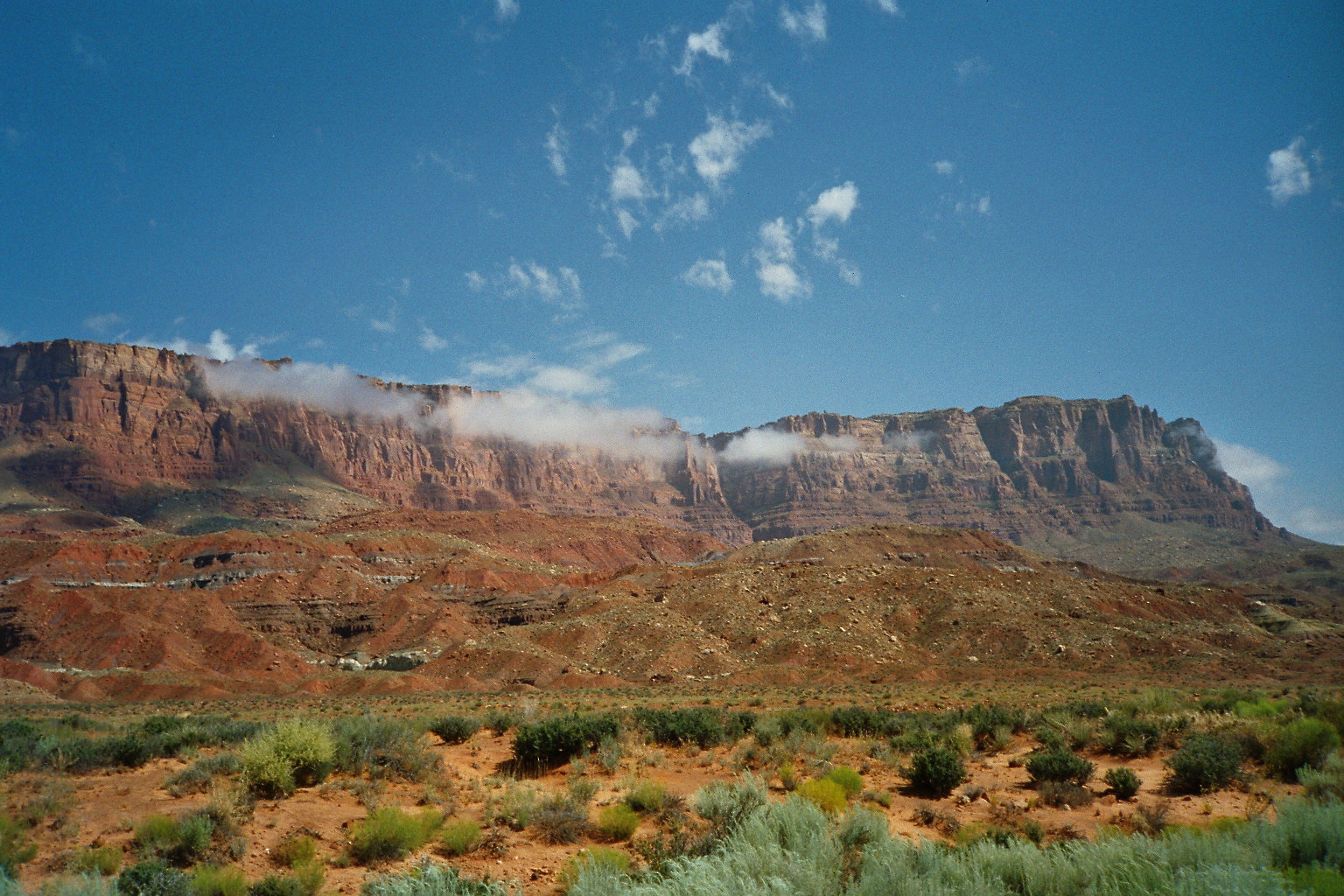
Les scènes du motel de Linda ont été tournées à Marble Canyon, le long de l'U.S. Route 89A et des Vermilion Cliffs dans l'Arizona.
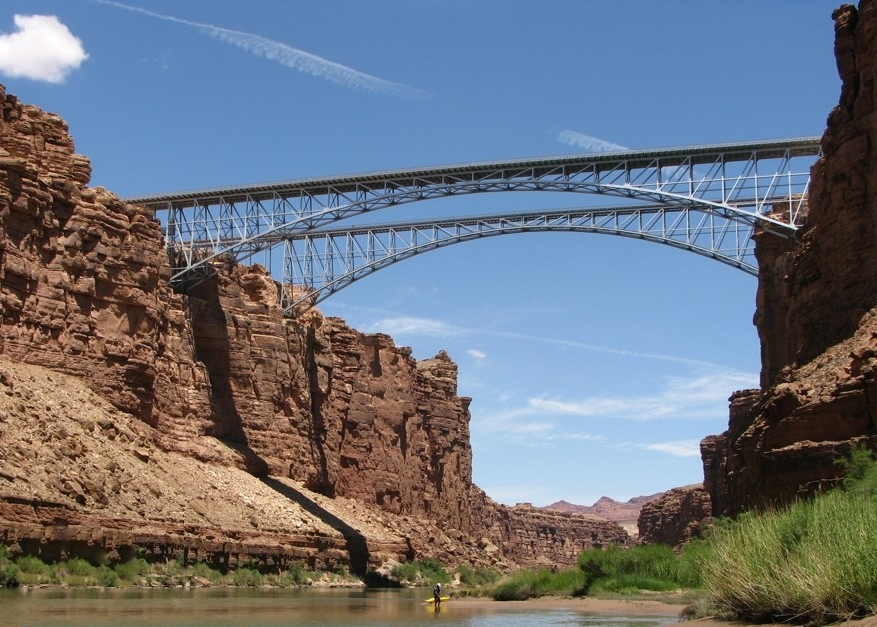
Le Navajo Bridge, situé à quelques kilomètres de Page en Arizona apparaît dans la deuxième moitié du film.
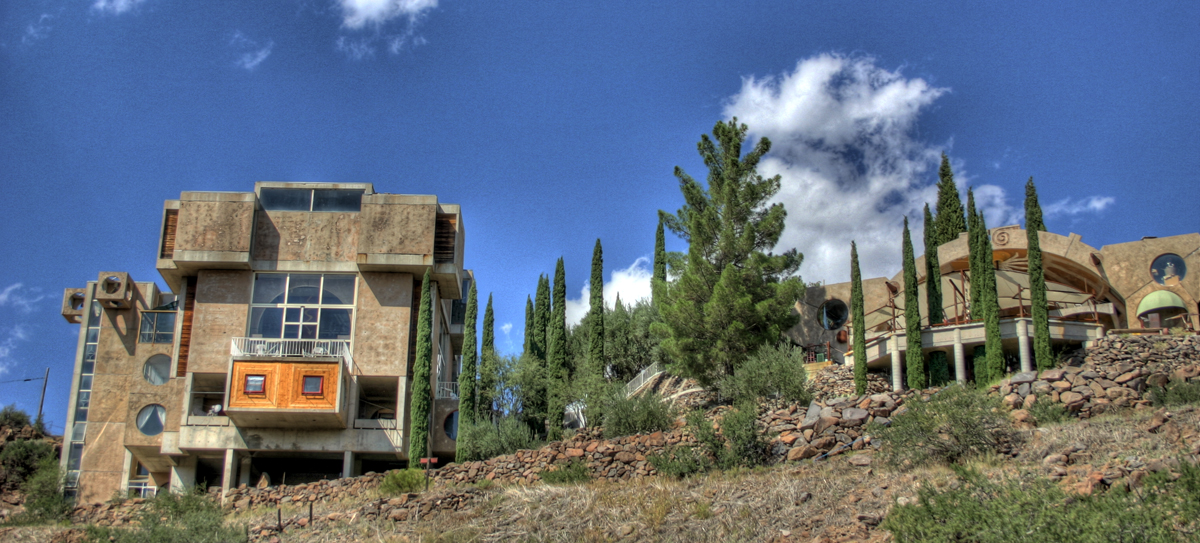
L'écovillage d'Arcosanti a été utilisé comme lieu de tournage pour la dernière scène du film.

## Produits dérivés
La seule édition disponible en France est une VHS distribuée par René Chateau Vidéo. Un DVD d'Atomic Cyborg distribué par Another World Entertainment est disponible au Danemark depuis février 2011.
Le disque vinyle 33 tours de Claudio Simonetti intitulé Ritratto D'Autore contient cinq titres de la bande-son du film :